# Genie Gets Her Wish
Genie Gets Her Wish er et sjældent åbent og fortroligt portræt af Christina Aguilera. Dvd'en indeholder blandt andet videomateriale af Aguilera optrædende med sin #1-single, "Genie in a Bottle", sjældne optagelser, koncertoptrædener og eksklusivt besøg backstage. Den opnåede en nummer ét-placering i USA og vandt desuden platin.

## Spor
1. Genie In A Bottle
2. So Emotional
3. Come On Over (All I Want Is You)
4. What a Girl Wants
5. I Turn To You
6. At Last
7. When You Put Your Hands On Me
8. The Christmas Song (Chestnuts Roasting On An Open Fire)

### Bonusmateriale
Fotogalleri
Bonus Musikvideoer
- Genie In A Bottle
- What A Girl Wants

Web Links
| Musik | Spire Denne musikartikel er en spire som bør udbygges. Du er velkommen til at hjælpe Wikipedia ved at udvide den. |